# Alexander Radszun
Alexander Radszun (* 6. Mai 1952 in Berlin) ist ein deutscher Schauspieler.

## Leben
Alexander Radszun besuchte nach dem Abitur ab 1973 die Max-Reinhardt-Schule für Schauspiel in Berlin bis zu seinem Abschluss 1975. Bis 1977/78 hatte er Stückverträge an den Städtischen Bühnen Augsburg und den Münchner Kammerspielen. 1978 übernahm er verschiedene Rollen in der deutschen Erstaufführung von Eugène Ionescos Der Mann mit den Koffern an den Münchner Kammerspielen.
Alexander Radszun spielte in zahlreichen Fernsehserien mit, unter anderem in Eurocops, Liebling Kreuzberg, Ein Fall für zwei und Tatort.

## Filmografie (Auswahl)
- 1975: Derrick – Tod am Bahngleis
- 1976: Jeder stirbt für sich allein
- 1977: Gruppenbild mit Dame
- 1977: Eine Jugendliebe
- 1979: Die Koblanks (TV-Serie)
- 1979: Theodor Chindler (Regie: Hans W. Geißendörfer)
- 1979: Ein Kapitel für sich
- 1980: Luftwaffenhelfer
- 1981: Unter der Trikolore
- 1981: Stern ohne Himmel
- 1981: Ein Fall für Zwei (Fernsehserie, Folge 1x04 Todfreunde)
- 1981–1985: Goldene Zeiten – Bittere Zeiten (Fernsehserie)
- 1982: Der Zauberberg (Regie: Hans W. Geißendörfer)
- 1983: Konsul Möllers Erben
- 1984: Die andere Seite des Mondes
- 1984: Matt in 13 Zügen
- 1986: Väter und Söhne
- 1986: Sommer in Lesmona
- 1987: SOKO 5113: Staffel 8 Episode 9 (Folge 69): Der vierte Mann
- 1987: Der kleine Staatsanwalt
- 1988: Der Boss aus dem Westen
- 1988: Das Rattennest (A Father’s Revenge)
- 1988: Der Bastard
- 1988–1992: Eurocops
- 1989: Die Männer vom K3 (Folge 4: Diamanten machen Freunde)
- 1990: Dr. M (Regie: Claude Chabrol)
- 1991: Tatort – Der Fall Schimanski
- 1993: Die Männer vom K3 (Folge: Made in Hongkong)
- 1993: Vater Mutter Mörderkind
- 1993: Der große Bellheim
- 1995: Tot auf Halde
- 1994: Schlag weiter, kleines Kinderherz
- 1995: Kinder des Satans
- 1996: Die Motorrad-Cops – Hart am Limit
- 1996: Der Schattenmann
- 1996: Adelheid und ihre Mörder (Fernsehserie, Die letzte Tasse)
- 1997: Hollister
- 1997: Tödliches Alibi
- 1998: Der König von St. Pauli
- 1999: Tatort – Restrisiko  (Regie: Claus-Michael Rohne)
- 1999: Polizeiruf 110 – Sumpf
- 1999: Tatort – Bienzle und der Zuckerbäcker
- 2000: Die Affäre Semmeling
- 2000: Kommissar Rex – Baby in Gefahr
- 2001: Tatort – Havarie
- 2001: Tatort – Berliner Bärchen
- 2002: Tatort – Heiße Grüße aus Prag
- 2003: Edel & Starck (Fernsehserie, Folge 2x13 Ein toller Tag)
- 2003: Polizeiruf 110 – Kopf in der Schlinge
- 2005: Die Rosenheim-Cops – Schneewittchens letzter Ritt
- 2007: SOKO Köln – Bethmanns Fall
- 2007: Tatort – Strahlende Zukunft
- 2007: KDD - Kriminaldauerdienst – Unversöhnlich
- 2008: In aller Freundschaft – Kopfüber ins neue Leben
- 2008: Großstadtrevier – Der Unberührbare
- 2009: Der Alte – Die dunkle Wahrheit
- 2009: Stubbe – Von Fall zu Fall – Sonnenwende
- 2010: Notruf Hafenkante – Risiken und Nebenwirkungen
- 2011: Nina Undercover – Agentin mit Kids (Fernsehfilm)
- 2011: Wilsberg – Tote Hose
- 2011: Hannah Mangold & Lucy Palm
- 2012: Löwenzahn (Fernsehsendung) – Zauberei – Der geheimnisvolle Magier
- 2014: Notruf Hafenkante – Räuberschach
- 2016: Akte Ex – Der Tote aus dem Moor
- 2018: You are wanted
- 2018: Die Chefin (Fernsehserie, Folge 9x01 Der Neue)
- 2019: Ein verborgenes Leben
- 2019: Freies Land
- 2020: Die Heiland – Wir sind Anwalt (Fernsehserie, Folge 2x04 Tot oder lebendig)
- 2023: Der vermessene Mensch

## Hörspiele (Auswahl)
- 2009: Thor Kunkel: SUBs. Sklaverei als Spiel (Claus) – Regie: Annette Kurth (Original-Hörspiel – WDR)
- 2010: Arnaldur Indriðason: Tödliche Intrige – Regie: Anja Herrenbrück
- 2012: John von Düffel: Ein klarer Fall (Dr. Hannes Köhler) – Regie: Christiane Ohaus (Radio-Tatort – RB)
- 2014: Tom Peukert: Autsystem (Fischer) – Regie: Nikolai von Koslowski (Radio-Tatort – RBB)
- 2015: Ethel Lina White: Die Wendeltreppe – Bearbeitung und Regie: Regine Ahrem (Kriminalhörspiel Kunstkopf – RBB)
- 2018: Sabine Stein: Sumatra – Regie: Roman Neumann (NDR)